# Tiina Saario
Tiina Saario (* 15. Januar 1982 in Helsinki) ist eine ehemalige finnische Fußballspielerin.

## Karriere

### Vereine
Saario spielte zuletzt bis ins Jahr 2002 in Malmi für den im Norden der Hauptstadt ansässigen Malmin Palloseura, bevor sie sich in die Vereinigten Staaten nach Miami Shores im Bundesstaat Florida begab. An der dort hiesigen Barry University schrieb sie sich für ein Studium für Kriminologie ein und kam in den Spielzeiten 2002 bis 2005 für das Sport-Team der Bildungseinrichtung, die Buccaneers, in insgesamt 61 Meisterschaftsspielen in der Sunshine State Conference in der Division II der NCAA zum Einsatz, in denen sie 36 Tore (kurioserweise neun in jeder Spielzeit) erzielte. Nach ihrem erfolgreichen Studium kehrte sie nach Finnland zurück und pausierte bis Jahresende 2007.
In den Spielzeiten 2008 und 2009 war sie für den in Helsinki, im östlichen Stadtteil Kontula ansässigen FC Kontu Itä-Helsinki und für den im nordöstlichen Stadtteil Pukinmäki ansässigen Pukinmäen Veto aktiv, bevor sie zum HJK Helsinki gelangte, für diesen Verein drei Spielzeiten in der Naisten Liiga, der höchsten Spielklasse im finnischen Frauenfußball, bestritt und je einmal die Meisterschaft und den nationalen Vereinspokal sowie zweimal den Ligapokal gewann. In der Spielzeit 2013 war sie Spielerin des Ligakonkurrenten Åland United, mit dem sie am Ende der Spielzeit die Meisterschaft gewann. Ihre letzte Spielzeit 2014 war von Wechseln geprägt; zunächst spielte sie von Januar bis Juni für Malmin Palloseura, danach spielte sie zwei Monate nochmals für Åland United und noch einmal vier für Malmin Palloseura.

### Nationalmannschaft
Nachdem Saario für die Nachwuchsnationalmannschaften des SPL in den Altersklassen U16, U19 und U21 Länderspiele bestritten hatte, debütierte sie am 28. Februar 2012 für die A-Nationalmannschaft, die in Nikosia das erste Spiel der Gruppe A gegen die Nationalmannschaft Englands im Rahmen des Turniers um den Zypern-Cup mit 1:3 verlor; sie wurde in der 80. Minute für Annika Kukkonen eingewechselt. An diesem Turnier nahm sie auch 2013 teil und bestritt alle drei Spiele der Gruppe B. Im Juni 2013 bestritt sie zwei in Freundschaft ausgetragene Länderspiele gegen die Nationalmannschaften Frankreichs (0:3) und der Schweiz (2:2).
Sie nahm mit der A-Nationalmannschaft an der Europameisterschaft 2013 teil und wurde im zweiten und dritten Spiel der Gruppe A eingesetzt. Zuvor bestritt sie am 16. Juni und am 15. September 2012 die beiden Spiele der EM-Qualifikationsgruppe 5 gegen die Nationalmannschaften der Ukraine und Estlands.

## Erfolge
- Finnischer Meister 2013 (mit Åland United)
- Finnischer Fußballpokal-Sieger 2010 (mit HJK Helsinki)
- Finnischer Ligapokal-Sieger 2011, 2012 (mit HJK Helsinki)